# Amphiporus depressus
Amphiporus depressus är en djurart som tillhör fylumet slemmaskar, och som först beskrevs av William Stimpson 1857.  Amphiporus depressus ingår i släktet Amphiporus och familjen Amphiporidae. Inga underarter finns listade i Catalogue of Life.